# 乔治·林多尔·布朗
乔治·林多尔·布朗（1903年2月9日—1971年2月22日）是一位英国生理学家，出生于利物浦，1946年当选英国皇家学会会士，1949—1960年担任伦敦大学学院乔德雷尔生理学教授，1960—1967年担任牛津大学韦恩弗雷特生理学教授，1967—1971年担任牛津大学赫特福德学院院长。